# Petite Fatra
 (avril 2025).
Si vous disposez d'ouvrages ou d'articles de référence ou si vous connaissez des sites web de qualité traitant du thème abordé ici, merci de compléter l'article en donnant les références utiles à sa vérifiabilité et en les liant à la section « Notes et références ».
La Petite Fatra (slovaque : Malá Fatra) est un massif montagneux du Nord-Ouest de la Slovaquie. Il fait partie de la chaîne des Carpates et en particulier des Carpates occidentales.

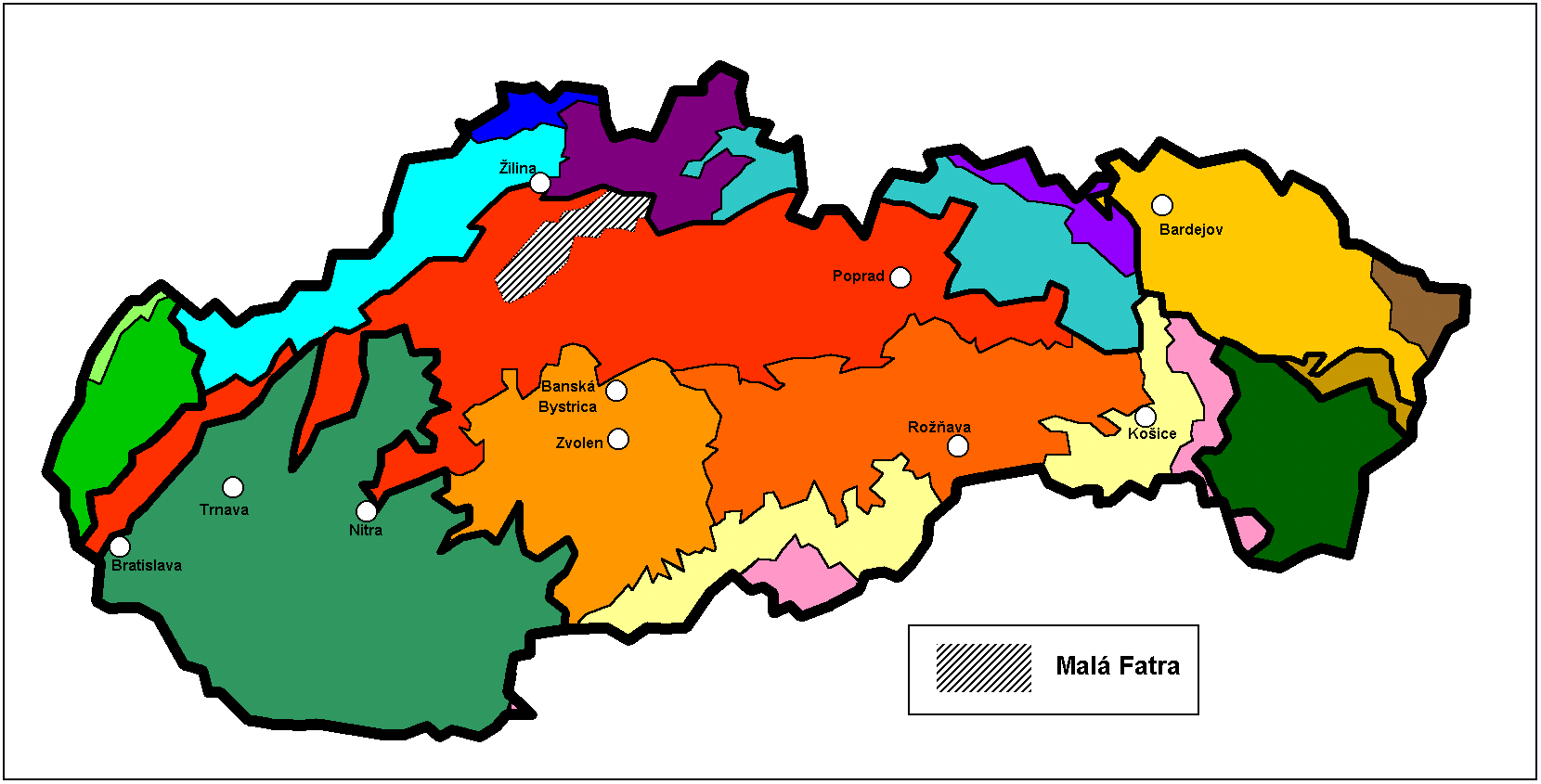
La petite Fatra sur la carte géomorphologique de la Slovaquie.

## Sports
La station de ski la plus importante est Vrátna dolina.

### Liens externes

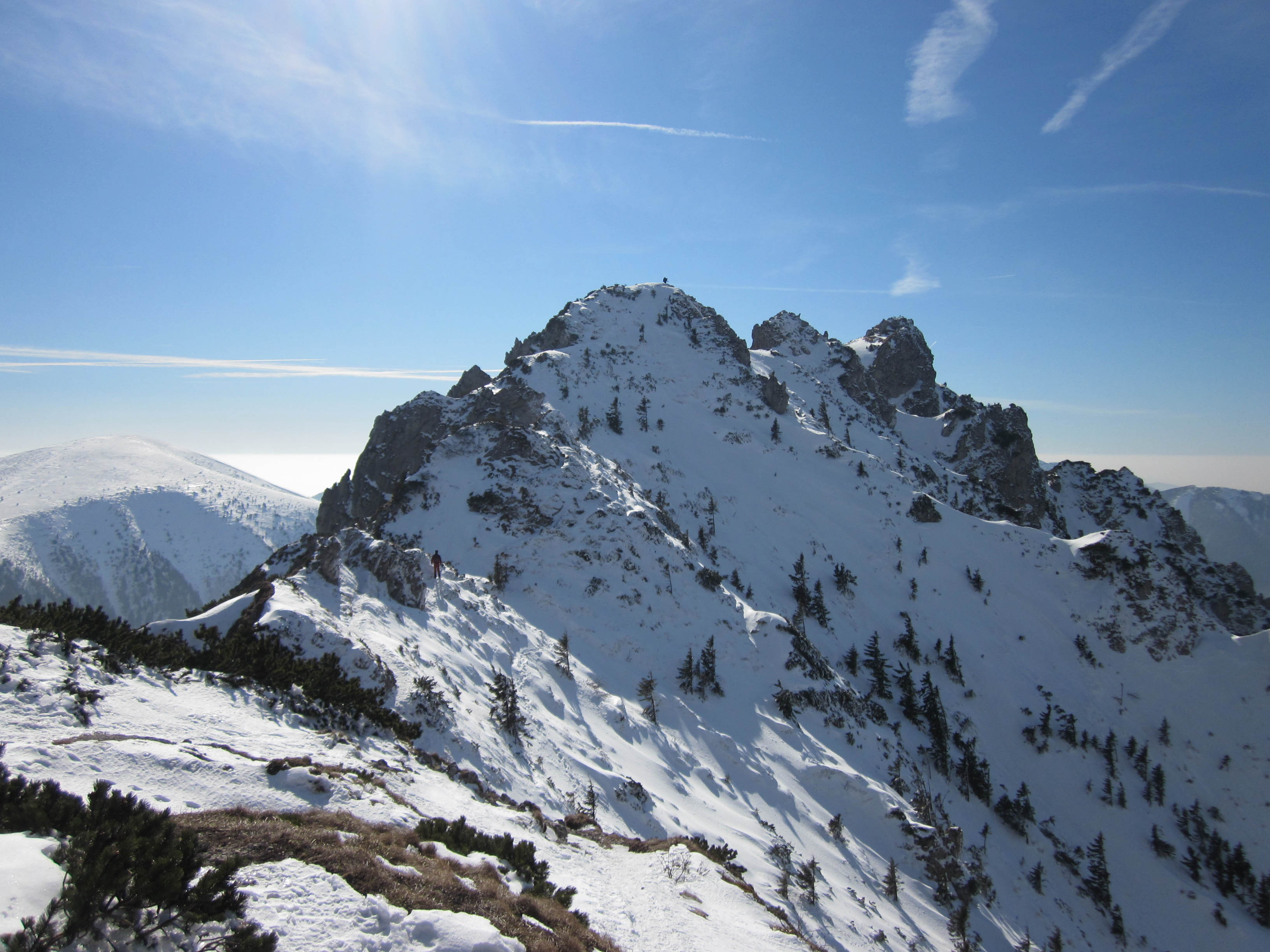
Vue du Veľký Rozsutec.